# 小行星3391
小行星3391（英語：3391 Sinon）是一颗围绕太阳公转的小行星。1977年2月18日，香西洋树、古川麒一郎在木曾町发现了此天体。
这颗小行星的绝对星等为103.2995001047191等。小行星3391以希臘神話的人物希農命名。